# Don Hutson
Donald Montgomery „Don“ Hutson (anders: Donald Roy Hutson * 31. Januar 1913 in Pine Bluff, Arkansas; † 26. Juni 1997 in Rancho Mirage, Kalifornien) war ein US-amerikanischer American-Football-Spieler und -Trainer in der National Football League (NFL). Er war der erste Wide Receiver der NFL Geschichte, der überwiegend zum Fangen von Pässen eingesetzt wurde und der mehr als 1000 Yards Raumgewinn in einer Saison mit Passfängen erzielen konnte. Sein Rekord von 99 gefangenen Touchdowns während einer Laufbahn wurde erst 44 Jahre später von Steve Largent gebrochen.

## Spielerlaufbahn

### College
Hutson besuchte in seiner Geburtsstadt die High School und studierte dann von 1932 bis 1934 an der University of Alabama. Neben American Football betrieb er als Sprinter Leichtathletik, und er lief die 100-Yards-Strecke in 9,8 Sekunden. American Football war zu diesem Zeitpunkt ein Laufspiel orientierter Sport. Passfänge waren die Ausnahme und Wide Receiver wurden häufig dazu eingesetzt, den Runningbacks den Weg in die Endzone des Gegners freizublocken und mussten auch in der Defense spielen. Hutson war zwar mit 182 cm Körpergröße groß genug für eine Footballkarriere, allerdings sprach sein Körpergewicht von ca. 72 kg, welches er später auf ca. 79 kg steigern konnte, eher gegen eine Laufbahn im Footballsport. Hutson hatte es daher schwer, beim Footballteam seines Colleges Anschluss zu finden, und erhielt erst Ende 1933 Einsatzzeit als Starter. 1934 gelang ihm dann der endgültige Durchbruch. Im Rose Bowl dieses Jahres spielte seine Mannschaft gegen die Stanford University und gewann mit 29:13. Hutson fing zwei Touchdownpässe und erzielte einen Raumgewinn 165 Yards bei sechs Passfängen. 1934 wurde er auch zum All American gewählt.

### NFL
Viele Profitrainer hielten Hutson, der über eine außergewöhnliche Schnelligkeit und gute Fanghände verfügte, für zu leicht, um sich gegen schwere Gegner durchzusetzen. Zum Beginn seiner Profilaufbahn war er 84 kg schwer. Das Interesse an einer Verpflichtung war daher zunächst nicht groß. Er erhielt zwei Vertragsangebote, von den Green Bay Packers und den Brooklyn Dodgers, und unterschrieb beide. Der Geschäftsführer der NFL entschied daher, dass der Verein den Zuschlag erhält, dessen Vertrag früher bei der NFL eingehen sollte. Da beide Verträge am gleichen Tag eingingen, zählte das Datum und die Uhrzeit des Poststempels. Der Brief der Packers war 17 Minuten vor dem Brief der Dodgers abgestempelt worden, die Mannschaft aus Green Bay konnte mit Hutson auflaufen.
Hutson erhielt im ersten Spieljahr ein Gehalt von 175 US-Dollar pro Spiel. Sein Head Coach, Curly Lambeau, setzte ihn in seiner ersten Saison als Starter ein. Bereits sein erster Spielzug war ein voller Erfolg. Er fing einen Pass von Quarterback Arnie Herber, überlief dabei seinen Gegenspieler Beattie Feathers von den Chicago Bears und erzielte nach 83 Yards Raumgewinn einen Touchdown. In seiner Rookiesaison stellte Hutson mehrere Saisonbestleistungen auf. Er ließ in den nächsten Jahren zahlreiche weitere Bestleistungen folgen und erzielte 1942 als erster Spieler der NFL-Geschichte mit 1211 Yards mehr als 1000 Yards Raumgewinn durch Passfänge. Da er auch als Safety eingesetzt wurde, gelangen ihm während seiner Laufbahn zudem noch 30 Interceptions. Im gleichen Jahr gelangen ihm 17 Touchdownpässe in 11 Spielen. Bis 1984 war dies Ligarekord. Mark Clayton von den Miami Dolphins fing 18 Pässe in diesem Jahr, hatte aber auch 14 Spiele dafür Zeit gehabt.
Die Packers waren während der Laufbahn von Hutson ein Spitzenteam in der NFL, welches zahlreiche All-Stars wie Herber, den Runningback John McNally, den Center George Svendsen oder den Guard Russ Letlow in den Reihen hatte. 1936 konnten die Packers in das NFL-Endspiel einziehen und die Boston Redskins mit 21:6 besiegen. Auf Pass von Arnie Herber erzielte Hutson bei dem Sieg einen Touchdown. In den Jahren 1939 und 1944 folgten weitere Titelgewinne. 1939 mussten sich die New York Giants mit 27:0 geschlagen geben, 1944 bezogen sie eine 14:7-Niederlage gegen die Giants. Hutson steuerte als Placekicker zwei Point after Touchdown (PAT) zum Sieg seiner Mannschaft bei und konnte zwei Pässe zu einem Raumgewinn von 47 Yards fangen. Zwei weitere Endspielteilnahmen der Packers in den Jahren 1938 und 1941 endeten jeweils mit Niederlagen der Mannschaft. 1945 bezog Hutson, die für die damaligen Verhältnisse große Summe von 15.000 US-Dollar Gehalt pro Jahr. Nach elf Jahren als Profispieler beendete Hutson seine Laufbahn als Profispieler.

## Footballtrainer
Bereits 1944 assistierte Hutson Curly Lambeau. 1948 beendete er seine Trainerlaufbahn in Green Bay.

## Nach der NFL
Hutson war verheiratet und starb 1997 im Alter von 84 Jahren in einem Pflegeheim. Er ist auf dem Fayette City Cemetery in Fayette, Alabama, beerdigt.

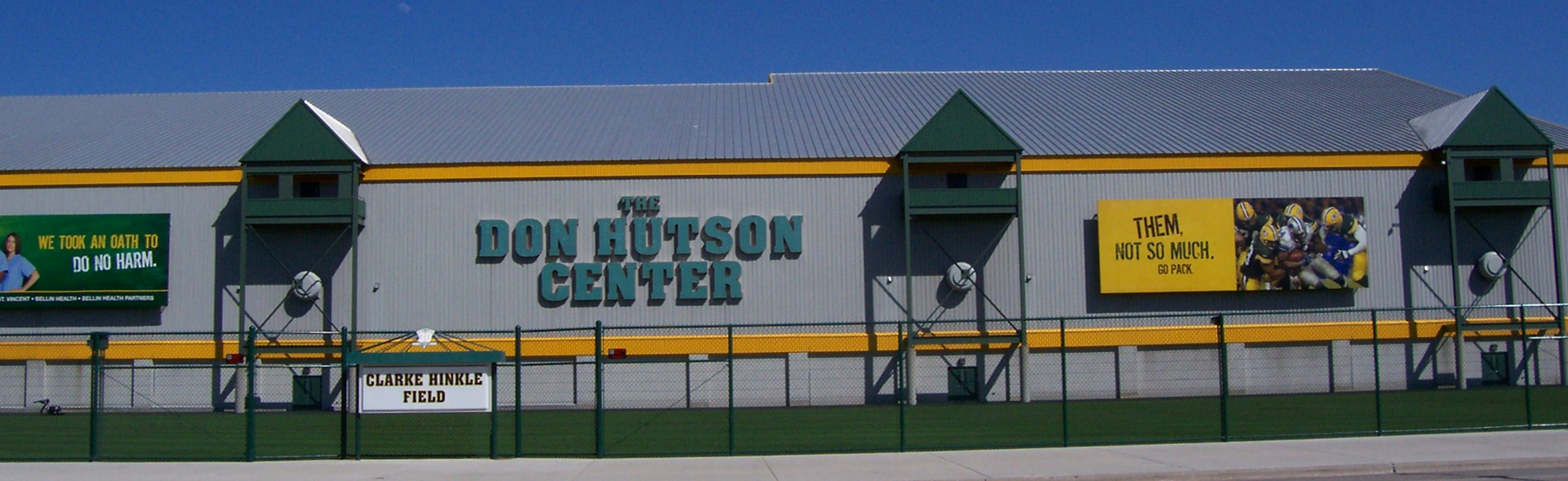
Don Hutson Center

## Ehrungen
Hutson wurde 10-mal zum All-Pro gewählt und spielte in vier Pro Bowls, dem Abschlussspiel der besten Spieler einer Saison. Er wurde zweimal zum NFL Most Valuable Player gewählt und ist Mitglied im NFL 1930s All-Decade Team, im NFL 75th Anniversary All-Time Team, in der Wisconsin Athletic Hall of Fame, in der College Football Hall of Fame, in der Pro Football Hall of Fame und in der Green Bay Packers Hall of Fame. Die Packers benannten eine Halle nach ihm. Hutson warf die Münze zur Platzwahl vor dem Super Bowl XXII. Zahlreiche Rekorde von Hutson haben heute noch Bestand, wie die im Durchschnitt pro Spiel erzielten Touchdowns (99 Touchdowns in 116 Spielen gleich im Durchschnitt 0,85 Touchdowns pro Spiel). Der amerikanische Fernsehsender ESPN wählte Hutson zu einem der besten nordamerikanischen Athleten aller Zeiten. Von der Zeitschrift „The Sporting News“ wurde Hutson zu einem der besten 100 Footballspieler aller Zeiten gewählt.